# Meridiano 15 este

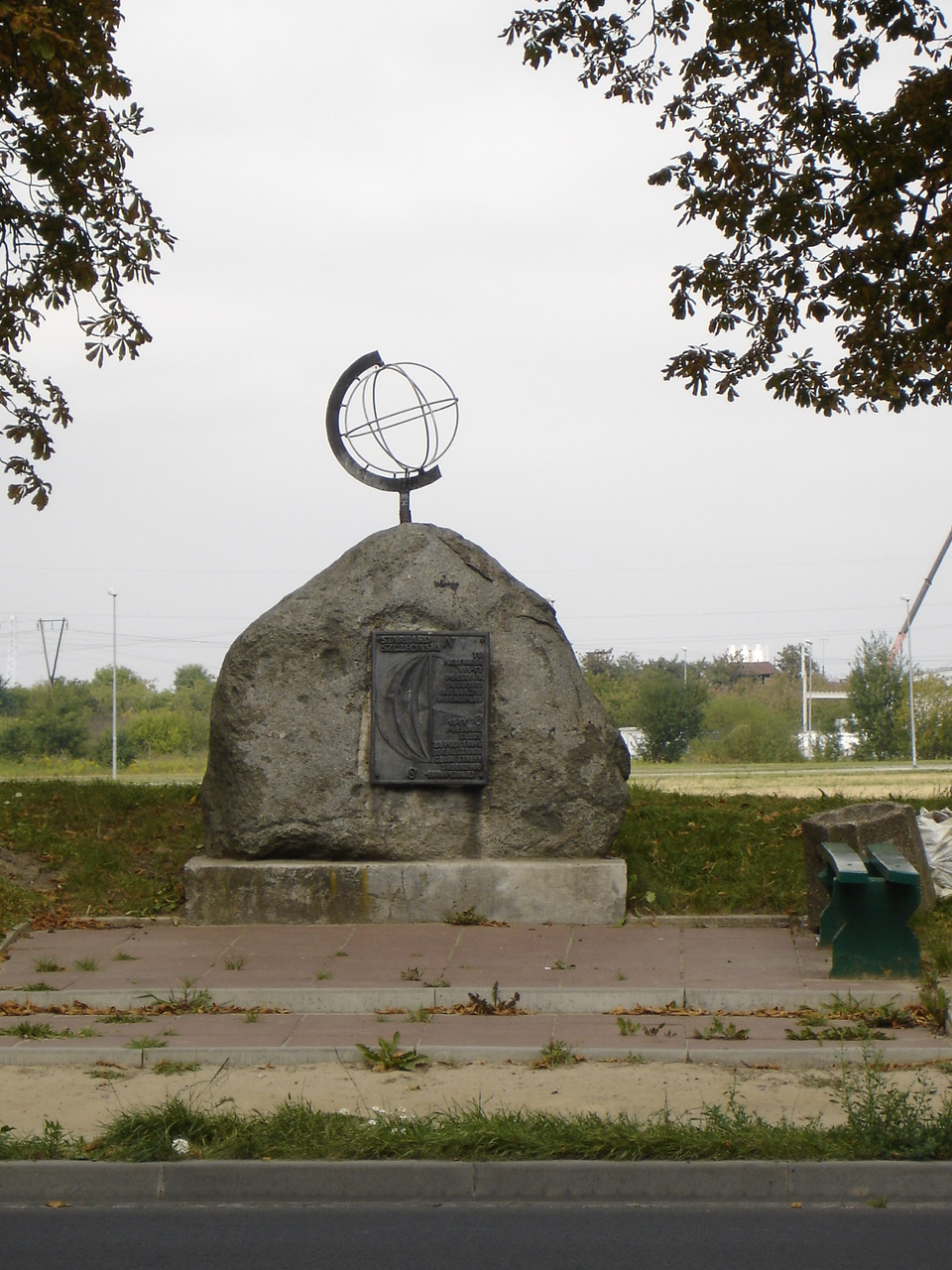
Monumento al meridiano 15 en Stargard

El meridiano 15 este de Greenwich es una línea de longitud que se extiende desde el Polo Norte atravesando el Océano Ártico, Europa, África, el Océano Atlántico, el Océano Antártico y la Antártida hasta el Polo Sur.
El meridiano 15 este forma un gran círculo con el meridiano 165 oeste.
El meridiano es el eje central de la hora central europea.
Comenzando en el Polo Norte y dirigiéndose hacia el Polo Sur, este meridiano atraviesa:
| Coordenadas                      | País, territorio o mar          | Notas |
| -------------------------------- | ------------------------------- | --- |
| 90°0′N 15°0′E / 90.000, 15.000   | Océano Ártico                   | |
| 79°42′N 15°0′E / 79.700, 15.000  | Noruega                         | Isla de Spitsbergen, Svalbard                                                                                                 |
| 79°8′N 15°0′E / 79.133, 15.000   | Océano Atlántico                | Mar de Noruega |
| 68°51′N 15°0′E / 68.850, 15.000  | Noruega                         | Islas de Langøya, Austvågøy y Hinnøya                                                                                         |
| 68°16′N 15°0′E / 68.267, 15.000  | Vestfjorden                     | |
| 67°59′N 15°0′E / 67.983, 15.000  | Noruega                         | Isla de Engeløya y el continente                                                                                              |
| 66°9′N 15°0′E / 66.150, 15.000   | Suecia                          | |
| 56°9′N 15°0′E / 56.150, 15.000   | Mar Báltico                     | |
| 55°11′N 15°0′E / 55.183, 15.000  | Dinamarca                       | Isla de Bornholm |
| 55°0′N 15°0′E / 55.000, 15.000   | Mar Báltico                     | |
| 54°5′N 15°0′E / 54.083, 15.000   | Polonia                         | |
| 51°19′N 15°0′E / 51.317, 15.000  | Alemania                        | Durante unos 16 km |
| 51°10′N 15°0′E / 51.167, 15.000  | Polonia                         | |
| 51°1′N 15°0′E / 51.017, 15.000   | República Checa                 | Durante unos 3 km |
| 50°59′N 15°0′E / 50.983, 15.000  | Polonia                         | Durante unos 6 km |
| 50°56′N 15°0′E / 50.933, 15.000  | República Checa                 | Jindřichův Hradec |
| 49°1′N 15°0′E / 49.017, 15.000   | Austria                         | |
| 46°37′N 15°0′E / 46.617, 15.000  | Eslovenia                       | Casi corresponde a la línea media del país en dirección oeste-este. Se ha erigido un monumento en el pueblo de Vrhtrebnje.[2] |
| 45°30′N 15°0′E / 45.500, 15.000  | Croacia                         | Tierra firme y las islas de Pag, Sestrunj y Dugi otok                                                                         |
| 44°2′N 15°0′E / 44.033, 15.000   | Mar Mediterráneo                | Mar Adriático |
| 42°0′N 15°0′E / 42.000, 15.000   | Italia                          | |
| 40°12′N 15°0′E / 40.200, 15.000  | Mar Mediterráneo                | Mar Tirreno |
| 38°23′N 15°0′E / 38.383, 15.000  | Italia                          | Isla de Vulcano |
| 38°22′N 15°0′E / 38.367, 15.000  | Mar Mediterráneo                | Mar Tirreno |
| 38°9′N 15°0′E / 38.150, 15.000   | Italia                          | Isla de Sicilia |
| 36°42′N 15°0′E / 36.700, 15.000  | Mar Mediterráneo                | |
| 32°25′N 15°0′E / 32.417, 15.000  | Libia                           | |
| 23°0′N 15°0′E / 23.000, 15.000   | Chad                            | Durante aproximadamente 1 km                                                                                                  |
| 22°59′N 15°0′E / 22.983, 15.000  | Níger                           | |
| 16°22′N 15°0′E / 16.367, 15.000  | Chad                            | Pasa a través del Lago Chad Pasa justo al oeste de Yamena                                                                     |
| 12°7′N 15°0′E / 12.117, 15.000   | Camerún                         | |
| 10°0′N 15°0′E / 10.000, 15.000   | Chad                            | |
| 8°41′N 15°0′E / 8.683, 15.000    | Camerún                         | |
| 6°45′N 15°0′E / 6.750, 15.000    | República Centroafricana        | |
| 4°25′N 15°0′E / 4.417, 15.000    | Camerún                         | |
| 2°1′N 15°0′E / 2.017, 15.000     | República del Congo             | |
| 4°35′S 15°0′E / -4.583, 15.000   | República Democrática del Congo | |
| 5°52′S 15°0′E / -5.867, 15.000   | Angola                          | |
| 17°23′S 15°0′E / -17.383, 15.000 | Namibia                         | |
| 23°21′S 15°0′E / -23.350, 15.000 | Océano Atlántico                | |
| 60°0′S 15°0′E / -60.000, 15.000  | Océano Antártico                | |
| 69°15′S 15°0′E / -69.250, 15.000 | Antártida                       | tierra de la Reina Maud, reclamado por Noruega                                                                                |